# Doni (Fußballspieler)
Doni, bürgerlich Doniéber Alexander Marangon (* 22. Oktober 1979 in Jundiaí), ist ein ehemaliger brasilianischer Fußballspieler. Der Torhüter besitzt neben der brasilianischen der auch die italienische Staatsbürgerschaft.

## Karriere

### Verein
Doni wurde in Jundiaí im Bundesstaat São Paulo geboren. Er begann seine Profikarriere im Jahr 2000 in Botafogo FR, wo er kein einziges Spiel bestritt. Das Jahr darauf wechselte er zu Corinthians São Paulo, wo er drei Jahre lang spielte. Dort kam er zu seinen ersten Profieinsätzen. 2002 wurde mit dem Gewinn des Torneio Rio-São Paulo und des Copa do Brasil das Double errungen. Im Folgejahr gewann das Team die Staatsmeisterschaft von São Paulo. 2004 unterzeichnete der Torhüter beim FC Santos, kurze Zeit später bei Cruzeiro Belo Horizonte, ehe es ihn bald darauf zu EC Juventude zog.
Im Jahr 2005 wechselte Doni ins europäische Ausland, zum AS Rom, wobei er vorläufig auf der Ersatzbank saß. Damalige Nummer eins war Gianluca Curci, den der Brasilianer aber bald verdrängen sollte. Doni debütierte im UEFA-Pokal am 29. September im Spiel gegen Aris Saloniki, welches unentschieden endete. Dank seiner guten Form gegen die Griechen und im Spiel gegen Tromsø IL, entschied Trainer Luciano Spalletti, ihn im Derby gegen Lazio Rom am 23. Oktober 2005 einzusetzen. In seiner zweiten Saison bei den Römern zählte er bereits zu den besten Torhüter der Liga und war die unangefochtene Stammkraft zwischen den Pfosten der Wölfe. Mit der Mannschaft gewann Doni 2007 und 2008 die Coppa Italia. Nach dem ersten Erfolg sicherte sich die Mannschaft auch noch den Supercoppa Italiana. 2008 verlängerte er seinen Vertrag bis 2012. Bald darauf, nach einigen Schwächen und einem verpatzten Spiel gegen Inter Mailand, verlor Doni seinen Platz an Artur Moraes. Doch bald fand er wieder seine Form und gewann das Vertrauen der Römer. Mit Beginn der Spielzeit 2009/10 setzte der Klub erneut auf Moraes und Donis Landsmann Júlio Sérgio Bertagnoli, der bereits seit 2006 im Verein war, da Doni bereits seit April 2009 verletzt ausfiel. Im Oktober kehrte er jedoch zurück und fand sich im Konkurrenzkampf mit Bertagnoli. So kam er in jener Saison nur auf insgesamt sieben Ligaeinsätze.
Am 15. Juli 2011 gab der englische Erstligist FC Liverpool die Verpflichtung Donis bekannt.
Am 31. Januar 2013 wechselte Doni zurück in seine Heimat zu Botafogo SP.

### Nationalmannschaft
Für Brasilien gab Doni am 5. Juni 2007 in einem Freundschaftsspiel gegen die Türkei sein Debüt. Seitdem kommt er unregelmäßig zu Einsätzen im Dress seines Heimatlandes. 2007 wurde er von Nationaltrainer Carlos Dunga in den Kader zur Copa America berufen. Dort erhielt er vor Heurelho Gomes und dem nicht nominierten Júlio César den Vorzug im Tor der Brasilianer. Insgesamt kam Doni während des Wettbewerbs auf sechs Einsätze und konnte schließlich den Gewinn des Turniers feiern. Im Mai 2010 wurde er, trotz seiner fehlenden Spielpraxis in Rom, in das Aufgebot der Brasilianer für die Weltmeisterschaft in Südafrika nominiert. Allerdings rückte er in der Hierarchie hinter César und Gomes und kam als Nummer drei nicht zum Einsatz. Die Mannschaft schied im Viertelfinale gegen das Team aus den Niederlanden aus dem Turnier aus.

## Erfolge
Nationalmannschaft
- Copa-América-Sieger: 2007

Corinthians
- Brasilianischer Pokalsieger: 2002
- Torneio Rio-São Paulo: 2002
- Staatsmeisterschaft von São Paulo: 2003

AS Rom
- Italienischer Pokalsieger: 2006/07, 2007/08
- Supercoppa Italiana: 2007